# Ancient Dreams in a Modern Land Tour
Ancient Dreams in a Modern Land Tour es la quinta gira musical de la cantautora británica Marina, realizada con el objetivo de promocionar su quinto álbum de estudio Ancient Dreams in a Modern Land (2021). El recorrido inició el 2 de febrero del 2022 en San Francisco, Estados Unidos.

## Antecedentes y desarrollo
En enero de 2020, mientras se encontraba trabajando en su quinto disco, Marina reveló las fechas de una gira musical llamada de forma provisional Inbetweenie Tour, que, según la intérprete, se desarrollaría en el período de transición de un proyecto al otro, y aseguró que, debido a la inusualidad del concepto: «cualquier cosa podría suceder». Sin embargo, después de que empezara el confinamiento por la pandemia de COVID-19, los conciertos tuvieron que ser cancelados. Posteriormente, el 11 de junio del año siguiente, tras el lanzamiento de su álbum Ancient Dreams in a Modern Land, anunció que se embarcaría en una gira homónima que visitaría Norteamérica y Europa durante el 2022.
Luego, a finales del año 2021, se anunció que Marina sería parte de Lollapalooza Argentina, Chile y Brasil del año 2022.
El día 31 de enero de 2022, Marina anunció a través de su cuenta de Instagram que el show de Toronto a realizarse el 18 de febrero, ha sido cancelado debido a la Pandemia de COVID-19. Ese mismo día anuncia que se presentará en el Festival Estéreo Picnic en marzo del mismo año.
Entre el 2 y 25 de febrero, Tove Styrke se presentará como telonera, al igual que Pussy Riot entre el 28 de febrero y 9 de marzo.

## Fechas de la gira y recaudación
| Fecha                  | Ciudad           | País           | Lugar                                        | Entradas vendidas/disponibles | Recaudación (en USD) |
| ---------------------- | ---------------- | -------------- | -------------------------------------------- | ----------------------------- | -------------------- |
| Norteamérica — Etapa I |                  |                |                                              |                               |                      |
| 2 de febrero de 2022   | San Francisco    | Estados Unidos | The Masonic                                  | —                             | —                    |
| 5 de febrero de 2022   | Portland         | Estados Unidos | Keller Auditorium                            | —                             | —                    |
| 7 de febrero de 2022   | Seattle          | Estados Unidos | Paramount Theatre                            | —                             | —                    |
| 11 de febrero de 2022  | Denver           | Estados Unidos | Paramount Theatre                            | —                             | —                    |
| 14 de febrero de 2022  | Mineápolis       | Estados Unidos | Orpheum Theatre                              | —                             | —                    |
| 15 de febrero de 2022  | Chicago          | Estados Unidos | The Chicago Theatre                          | —                             | —                    |
| 17 de febrero de 2022  | Detroit          | Estados Unidos | The Fillmore                                 | —                             | —                    |
| 18 de febrero de 2022  | Toronto          | Canadá         | Rebel                                        | Cancelado                     | Cancelado            |
| 19 de febrero de 2022  | Pittsburgh       | Estados Unidos | Stage AE                                     | —                             | —                    |
| 21 de febrero de 2022  | Boston           | Estados Unidos | Orpheum Theatre                              | —                             | —                    |
| 22 de febrero de 2022  | Filadelfia       | Estados Unidos | Metropolitan Opera House                     | —                             | —                    |
| 24 de febrero de 2022  | Washington D. C. | Estados Unidos | The Anthem                                   | —                             | —                    |
| 25 de febrero de 2022  | Nueva York       | Estados Unidos | Terminal 5                                   | —                             | —                    |
| 26 de febrero de 2022  | Nueva York       | Estados Unidos | Terminal 5                                   | —                             | —                    |
| 28 de febrero de 2022  | Atlanta          | Estados Unidos | Coca-Cola Roxy                               | —                             | —                    |
| 1 de marzo de 2022     | Nashville        | Estados Unidos | Ryman Auditorium                             | —                             | —                    |
| 3 de marzo de 2022     | Houston          | Estados Unidos | Bayou Music Center                           | —                             | —                    |
| 4 de marzo de 2022     | Austin           | Estados Unidos | Austin City Limits Live at The Moody Theater | —                             | —                    |
| 5 de marzo de 2022     | Dallas           | Estados Unidos | The Factory Deep Ellum                       | —                             | —                    |
| 9 de marzo de 2022     | Inglewood        | Estados Unidos | Performance Venue at Hollywood Park          | —                             | —                    |
| Sudamérica — Etapa II  |                  |                |                                              |                               |                      |
| 18 de marzo de 2022    | Buenos Aires     | Argentina      | Hipódromo de San Isidro                      | —                             | —                    |
| 19 de marzo de 2022    | Santiago         | Chile          | Parque Bicentenario                          | —                             | —                    |
| 25 de marzo de 2022    | São Paulo        | Brasil         | Autódromo José Carlos Pace                   | —                             | —                    |
| 27 de marzo de 2022    | Bogotá           | Colombia       | Campo de Golf Briceno                        | —                             | —                    |
| Europa — Etapa III     |                  |                |                                              |                               |                      |
| 9 de mayo de 2022      | Copenhague       | Dinamarca      | Vega                                         | —                             | —                    |
| 12 de mayo de 2022     | La Haya          | Países Bajos   | Amare                                        | —                             | —                    |
| 14 de mayo de 2022     | Bruselas         | Bélgica        | La Madeleine                                 | —                             | —                    |
| 15 de mayo de 2022     | París            | Francia        | Le Bataclan                                  | —                             | —                    |
| 17 de mayo de 2022     | Edimburgo        | Reino Unido    | Edinburgh Corn Exchange                      | —                             | —                    |
| 20 de mayo de 2022     | Mánchester       | Reino Unido    | O2 Apollo Manchester                         | —                             | —                    |
| 21 de mayo de 2022     | Leeds            | Reino Unido    | The Refectory                                | —                             | —                    |
| 22 de mayo de 2022     | Londres          | Reino Unido    | O2 Academy Brixton                           | —                             | —                    |
| 25 de mayo de 2022     | Dublín           | Irlanda        | Olympia Theatre                              | —                             | —                    |
| Total                  | Total            | Total          | Total                                        | —                             | —                    |